# USS De Haven (DD-469)
Pour les articles homonymes, voir USS De Haven.
L'USS De Haven (DD-469) est un destroyer de classe Fletcher en service dans la Marine des États-Unis pendant la Seconde Guerre mondiale. Il est nommé en l'honneur du navigateur et explorateur Edwin De Haven.

## Construction
Sa quille est posée le 27 septembre 1941 au chantier naval Bath Iron Works à Bath, dans le Maine, il est lancé le 28 juin 1942 ; parrainée par Mme H. N. De Haven, petite-fille du lieutenant De Haven. Le navire est mis en service le 21 septembre 1942 sous le commandement du Commander Charles E. Tolman (en).

## Historique

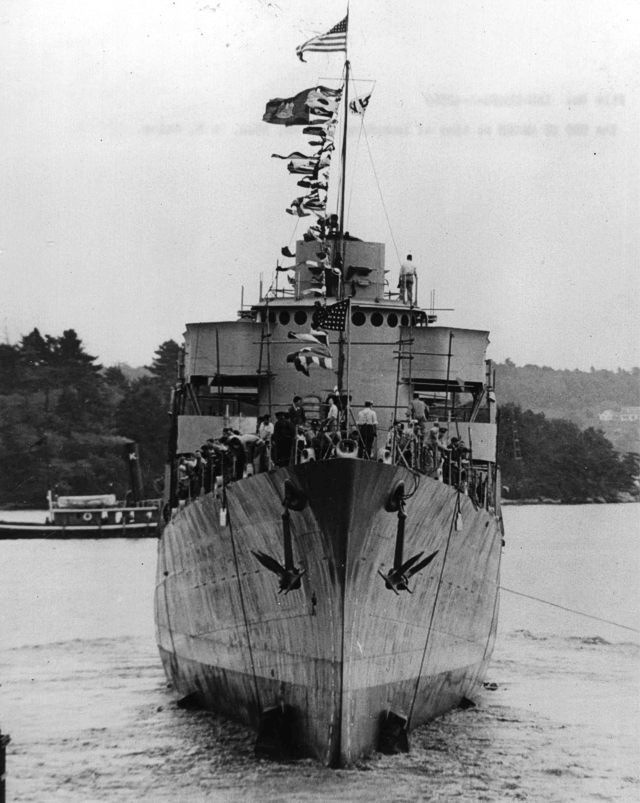
Le De Haven à son lancement.

Le De Haven appareille de Norfolk, en Virginie, pour rejoindre Tongatapu (îles Tonga) le 28 novembre 1942, où il escorte un convoi de navires de transport de troupes à Guadalcanal afin de renforcer les Marines qui s'y trouvent depuis le début du débarquement en août. Le De Haven protège des transports au large de Guadalcanal du 7 au 14 décembre, puis quitte Espiritu Santo et Nouméa pour poursuivre ses opérations dans les Îles Salomon. Il patrouille dans les eaux des îles Salomon méridionales pour mettre un terme au Tokyo Express, et participe à deux bombardements de l'île de Kolombangara en janvier 1943.
Le 1er février 1943, le De Haven contrôle six LCT et un transport d'hydravions établissant une tête de pont à Maravovo (Guadalcanal). Alors qu'il escorte deux des barges de débarquement dans l'après-midi, il est averti d'une attaque aérienne imminente de la part d'un avion japonais appuyant l'opération Ke. Le destroyer localise neuf avions non identifiés et parvient à en abattre trois, avant d'être touché par trois bombes larguées des six avions restants. Le commandant est tué sur le coup. Le navire prend de la gîte rapidement, puis coule à environ 2 miles à l'est de l'île de Savo. 167 membres d'équipage ont été tués et 38 blessés ; les survivants ont été secourus par l'un des LCT ultérieurement escorté.
Son épave a été découverte par Robert Ballard en 1992.

## Décorations
Le De Haven a reçu un battle star pour son service pendant la Seconde Guerre mondiale.